# Peder Lassen
Peder Lassen, född den 20 augusti 1606 i Randers, död den 5 oktober 1681, var en dansk rättslärd.

## Biografi
Lassen studerade 1623-41 vid utländska universitet (han förvärvade juris licentiatgraden i Basel 1636) och användes 1641-46 i flera diplomatiska uppdrag. År 1661 blev han medlem av den nya Höjesteret och dessutom av första lagkommissionen. 
Lassen blev själen i dennas arbete och verkade i synnerhet för, att den fick till uppgift att utarbeta en fullständig, systematisk lagbok. Likväl tog man 1672 Rasmus Vindings utkast till grundval för det blivande arbetet i stället för att rätta sig efter Lassens mening.
Den sistnämnde utövade dock väsentligt inflytande på arbetets gång till 1675. Sjukdom hindrade honom att deltaga i den slutliga granskningen, och Danske lov utkom 1 l/2 år efter hans död.